# Amaralina
Amaralina là một đô thị ở bang Goiás. Dân số đô thị này năm 2004 ước khoảng 3.108 người.